# Kyoshi Miura
Kyoshi Miura (Japans: 三浦 恭資, Miura Kyōshi) (Tosu, 9 januari 1961) is een Japans voormalig wielrenner.
Miura deed in 1988 namens Japan mee aan de Olympische Zomerspelen in Seoul. Hij eindigde als 72e op de wegwedstrijd. In 1996 deed hij nogmaals mee, ditmaal als mountainbiker. Hij eindigde als 26e op de cross-country.

## Belangrijkste overwinningen
1990
Ronde van Okinawa
1991
 Japans kampioen op de weg, elite
1992
 Japans kampioen op de weg, elite

### Resultaten in voornaamste wedstrijden
|      | \| Jaar \| \| WK op de weg \| \| ---- \| \| ------------ \| \| 1989 \| \| opgave \| \| 1990 \| \| opgave \| \| 1991 \| \| \| \| 1992 \| \| opgave \| \| 1993 \| \| \| \| 1994 \| \| opgave \| \| 1995 \| \| opgave \| |              |
| Jaar | | WK op de weg |
| 1989 | | opgave       |
| 1990 | | opgave       |
| 1991 | |              |
| 1992 | | opgave       |
| 1993 | |              |
| 1994 | | opgave       |
| 1995 | | opgave       |

- CiNii: DA04887903
- Bibliotheek van het Japanse parlement: 00207948
- Virtual International Authority File: 252309666

Coudray · Daelmans · Dierckxsens · Hashikawa · Herygers · Miura · Šimůnek · Streel · Van Brecht · Van Donink · van Veenendaal · Vandaele · Gosink (stagiair) · Missotten (stagiair) · Van Laer (stagiair)   
Coudray · Daelmans · Dierckxsens · Hashikawa · Herygers · Hopmans · Missotten · Miura · Petersen · Streel · Torrekens · Van Hullebusch · Willems · Wuyts · Moons (stagiair) · Vandromme (stagiair) · Willockx (stagiair)   
Barrenetxea · Coudray · De Buyst · Deraedt · Dierckxsens · Hashikawa · Hennebert · Herygers · Hopmans · Mifune · Miura · Petersen · Schoelens · Torrekens · Van Hullebusch · Willems · De Schoenmaecker (stagiair) · Fitzgerald (stagiair) · Willockx (stagiair)   